# Región de Sagaing
La División de Sagaing es una división administrativa de Myanmar, localizada en la parte de noroeste del país entre la latitud 21 ° 30 ' al norte y la longitud 94 ° 97 ' el este. La división tiene un área de 93,527 kilómetros cuadrados, y la población (datos del año 1996) es de más de 5,300,000 habitantes. La capital es Sagaing.
La División de Sagaing consiste en 198 establecimientos y pueblos, 38 municipios y ocho distritos; Sagaing, Shwebo, Monywa, Katha, Col rizada, Tamu, Mawlaik y Hkamti. Las ciudades principales son Sagaing, Monywa, Shwebo, Katha, Kale, Tamu, Mawlaik y Hkamti. Mingun, con su campana famosa, está localizada cerca de Sagaing, pero puede ser alcanzada a través del Ayeyarwady de Mandalay.

## Historía
Los Pyu eran el primer grupo en la historia que habitó el área de la División Sagaing en el siglo I. Los bamar (birmanos) emigraron a Myanmar Superior hacia el siglo VII. El área cayó bajo el Reino Pagan a mediados del siglo XI cuando el Rey Anawrahta (1044-1077) fundó el Imperio Pagan, que abarca al moderno país de Myanmar.
Después de la caída de los Pagan en 1287, las partes del noroeste de Myanmar Superior quedaron bajo el Reino Sagaing (1315-1364) gobernado por los Reyes Shan. El área fue gobernada por los reyes de Ava de 1364 a 1555 y los reyes de Taungoo a partir de 1555 hasta 1752. La Dinastía Konbaung (1752-1885), fundada por el rey Alaungpaya en Shwebo, fue la última dinastía birmana antes de la conquista británica de Birmania en 1885. 
Después de la independencia birmana en enero de 1948, esta área se convirtió en la División Sagaing.

## Demografía
Los bamar (birmanos) son el grupo étnico de mayoría en las regiones secas y a lo largo del Ferrocarril Mandalay-Myitkyina. Shan viven en el valle superior del Río Chindwin. Una minoría importante de Nagas reside en el norte de sierras del noroeste y Barbilla en el sur. Los grupos étnicos menores de la División incluyen los Kadu y Ganang, quien vive en el valle superior del Río Mu y el valle del Río Meza.

## Economía
La ocupación principal es la agricultura y la cosecha más importante es el arroz, que ocupa la mayor parte de la tierra cultivable. Otras cosechas incluyen el trigo, el sésamo, el cacahuete, legumbres, algodón, y el tabaco. Sagaing es el principal productor de trigo myanmaro, contribuyendo más del 80 % de la producción total del país. La silvicultura es importante en las regiones más húmedas superiores a lo largo del Río Chindwin, con teca y otras maderas duras extraídas. Como en otras partes del país, la repoblación forestal no es bastante eficaz para mantener a la silvicultura sostenible.
Minerales importantes incluyen el oro, el carbón, la sal y pequeñas cantidades de petróleo. La industria incluye la textil, la refinación de cobre, la fusión de oro, y una planta de motores diésel. La División tiene muchos molinos de arroz, molinos de aceite, fábricas de tejidos de algodón. La industria local incluye potes de tierra, vajilla de plata, mercancías de bronce, objetos de hierro y laca.
- Datos: Q847289
- Multimedia: Sagaing Region / Q847289